# Zofia Praussowa
Zofia Praussowa (Budzów, 3 settembre 1878 – campo di concentramento di Auschwitz, gennaio 1945) è stata una politica e partigiana polacca, oltre che un vittima dell'Olocausto, in quanto oppositrice del regime nazionalsocialista.

## Biografia
Nata in una famiglia di proprietari terrieri, frequentò le scuole medie di Częstochowa e Kazan'. Nel 1899 aderì al Partito Socialista Polacco (PPS). Nel 1904 terminò gli studi superiori femminili (i cosiddetti "corsi Bestuzhev") presso il Dipartimento di Matematica di San Pietroburgo, nella Russia zarista. Fece quindi ritorno in Polonia, divenendo un'attivista del PPS nella zona di Częstochowa e Zakopane. Nel 1907 iniziò gli studi matematici presso l'Università della Sorbona di Parigi, terminandoli nel 1911.
Nel 1905 fu arrestata per aver protestato contro la coscrizione presso l'esercito zarista e venne mandata in Russia, riuscendo però a fuggire. Nel 1906 fu nuovamente arrestata e detenuta presso la prigione di Pawiak.
Nel 1922 fu eletta al Sejm con la lista del PPS. Nel 1928 fu nuovamente scelta per far parte della camera bassa del parlamento polacco, terminando il mandato nel 1930.
Durante la seconda guerra mondiale, la Praussowa aderì alla resistenza polacca entrando a far parte della Związek Walki Zbrojnej e poi dell'Armia Krajowa. Il 10 novembre 1942 fu arrestata dai tedeschi e detenuta nel carcere di Pawiak, poi venne deportata nel campo di concentramento di Majdanek ed infine in quello di Auschwitz, dove venne uccisa poco prima della liberazione del campo.

## Vita privata
Zofia era sposata con l'ex ministro e senatore socialista Ksawery Prauss (1874-1925) e aveva due figlie: Jadwiga Jędrzejowska (1904-1978) ed Ewa Prauss-Płoska (1913-1986), quest'ultima moglie di Stanisław Płoski (1899-1966) e madre di Zofia Romaszewska (nata nel 1940).